# شمر (اسم)
شمر هو اسم علم مذكر من أصل عربي، ومعناه هو المجر بالماضي في الأمور.

## شخصيات تحمل الاسم
- شمر بن ذي الجوشن (القرن 7 – )
- شمر يهرعش (القرن 3 – القرن 4)

## وصلات خارجية
- موسوعة السلطان قابوس لأسماء العرب نسخة محفوظة 5 أبريل 2019 على موقع واي باك مشين.